# Achaetothorax vojnitsi
Achaetothorax vojnitsi är en tvåvingeart som beskrevs av Papp och Allen L.Norrbom 1992. Achaetothorax vojnitsi ingår i släktet Achaetothorax och familjen hoppflugor.
Artens utbredningsområde är Kenya. Inga underarter finns listade i Catalogue of Life.